# Adrien Sadoul
Pour les articles homonymes, voir Sadoul.
 (septembre 2014).
Adrien Sadoul, né le 11 août 1898 et mort le 6 octobre 1969 à Aubure, est un avocat puis un magistrat, militant nationaliste et résistant français.

## Biographie

### Origine familiale
Adrien Ludovic Paul Sadoul naît à Bar-le-Duc le 11 août 1898. Petit-fils d'Adrien Sadoul, conseiller général de Raon-l'Étape et ami de Jules Ferry, fils de Louis Sadoul, magistrat à Nancy, neveu de Charles Sadoul (1872-1930), Adrien Sadoul est aussi le cousin germain de Paul Sadoul, directeur du Pays lorrain.
Il se marie en 1928 avec Renée Droit, fille d'un notaire nancéien, dont il aura 4 enfants.

### Première Guerre mondiale
Il s'engage volontairement le 23 octobre 1916 et sert dans l'artillerie lourde. Il est formé à l'école militaire de Fontainebleau où il est aspirant en 1918. Il est démobilisé en octobre 1919, après avoir été brièvement envoyé sur le front d'Orient, avec une croix de guerre et le grade de lieutenant de réserve. Il devient membre de l'association des officiers de réserve de Nancy.

### Carrière professionnelle
Licencié en droit en 1922, il devient avocat auprès du barreau de Nancy à partir de 1923,. Il devient après la Seconde Guerre mondiale magistrat, à Metz - président de la Cour d'appel -, en Algérie, puis à Amiens.

### Engagement politique dans l'entre-deux-guerres
Militant « national » depuis 1924, il est l'initiateur d'un incident anticommuniste à Nancy en 1924. Militant à Nancy du Faisceau, premier groupement fasciste français, en 1926,, il devient aussi membre des Jeunesses patriotes puis de son avatar, le Parti national populaire jusqu'en 1936. Il est aussi proche de l'Action française et membre des Croix-de-Feu, en 1934. Il mène comme orateur de nombreuses réunions des Ligues en Lorraine, pour les JP surtout et pour le Front national. Il est enfin membre du comité directeur et animateur actif du Rassemblement national lorrain (RNL) de juillet 1936 à 1939.
Propriétaire à Raon-l'Étape (Vosges), il se présente à une élection cantonale partielle dans cette localité vosgienne en 1931, afin de succéder à son oncle Charles Sadoul, décédé. Mais sans succès : c'est Charles Weill, radical-socialiste, qui est élu. Il crée, préside et anime avec Maurice François-Brajon et le soutien du député Constant Verlot un groupement de l'Union des républicains du canton de Raon-l'Étape à partir de juin 1931 : il y accueille des militants nancéiens et des parlementaires comme Charles Reibel, Philippe Henriot ou Jean-Louis Tixier-Vignancour, pour des conférences et réunions. Ce groupement s'affilie au RNL. Sadoul invite en 1937 l'écrivain nationaliste Antoine Rédier pour une conférence sur Hitler ; l'orateur cite des extraits de Mein Kampf. Il est conseiller municipal (d'opposition) de Raon-l'Étape de 1935 à 1937.
Il est l'avocat de militants « nationaux » lors de procès à Nancy et à Metz : il défend en 1934 aux côtés de Georges Scapini et de François Valentin deux membres de la Solidarité française et un militant des JP ayant commis un vol dans un local de la CGTU à Nancy et il défend Charles Berlet à Metz en 1936, accusé de complicité de coups lors d'une altercation pendant une réunion privée de l'Action française à Château-Salins en 1935. Il défend en 1936 à Nancy la journaliste Suzanne Bertillon, accusée de provocation au meurtre, à la suite de propos violents tenus lors d'une conférence en Meurthe-et-Moselle contre des membres du gouvernement.

### Résistance
Il est mobilisé comme capitaine d'artillerie en 1939, est fait prisonnier en 1940 et libéré en avril 1941. Il s'engage aussitôt dans la Résistance à Nancy, avec son ami l'avocat Jean Bertin. Il fait partie du « groupe d'autodéfense » nancéien de la future O.R.A. (Organisation de résistance de l'armée), qui fournit des renseignements au 2e Bureau de Vichy. Il contacte le colonel de réserve Andlauer de Saint-Dié, ancien officier du renseignement au 2e Bureau, qui lui fait parvenir des renseignements par sa fille chaque semaine et qu'il se charge de transmettre. En même temps, il est recruté par le réseau mis en place par le colonel Rémy par l'intermédiaire de Jean Bertin, recruté dès mars 1941. Un accord est ensuite conclu entre les deux mouvements et les courriers sont alors réalisés en double exemplaire à partir du 15 février 1942, à destination de Londres via le réseau Confrérie Notre-Dame de Rémy et de l'ORA.
Arrêté par la Gestapo le 16 novembre 1942, il passe deux mois à la prison Charles III à Nancy. Il est libéré le 11 janvier 1943, faute de preuves. Il quitte Nancy avec Bertin le 6 mars 1943, séjourne à Paris, échoue à passer en Espagne pour rejoindre Londres. Il regagne Paris, où il est nommé en septembre 1943 assistant d'André Favereau (Bronzen), responsable pour la zone nord du « service national maquis ».
Il rejoint les maquis de l'Yonne, dont il devient le chef en 1944, sous le pseudonyme et le grade de « colonel Chevrier ». Il entre en contact avec un commando jedburgh et s'impose face à d'autres résistants rivaux, tel Roger Bardet, dirigeant d'un maquis de plusieurs centaines de combattants (et agent double). Après la libération de l'Yonne, il est ensuite, en septembre 1944, commandant du 1er Régiment FFI du Morvan de la première armée française et est promu lieutenant-colonel. Le régiment est constitué de volontaires de la Nièvre et de l'Yonne. Il est grièvement blessé en Alsace le 25 décembre,. Il est démobilisé en septembre 1945. Il reçoit la croix de chevalier de la Légion d'honneur en octobre 1945 en tant que lieutenant-colonel des Forces françaises de l'intérieur (FFI), à la suite de la citation suivante :

« Magnifique officier de réserve, entré dans la Résistance dès 1941, a fait preuve des mêmes brillantes qualités de courage et de sang-froid que pendant la campagne de 1939-1940. Après avoir servi à l'état-major des Forces françaises de l'intérieur a été nommé en juillet 1944 chef départemental des Forces françaises de l'intérieur de l'Yonne. A réussi dans des circonstances particulièrement difficiles et dangereuses à unir les groupes nombreux de son département, à les orienter vers l'action de guérilla et les entrainer avec un beau courage dans les combats pour la libération de juillet, août et septembre 1944. »

Lors des élections municipales de Nancy en 1945, il figure au premier tour à la deuxième place sur une liste menée par l'avocat et résistant Henri Teitgen, aux côtés notamment de Jean Lionel-Pèlerin, futur maire de Nancy en 1947. Sa liste se retire avant le second tour, dénonçant les « mesquineries politiques » et « les politiciens habiles davantage profiteurs qu'ils n'ont été participants (qui) s'emparent du beau titre de la résistance ».

## Distinctions
- Officier de la Légion d'honneur (6 novembre 1956)[1]
- Croix de guerre 1914–1918, étoile de bronze
- Croix de guerre 1939–1945 (3 citations)
- Médaille de la Résistance française avec rosette (24 avril 1946)[29]
- Croix du combattant volontaire
- Médaille de la Liberté (États-Unis)

## Sources
- Robert Bailly, Occupation hitlérienne et résistance dans l'Yonne (et zones limitrophes), Yonne, A.N.A.C.R., 1984.
- Robert Bailly, Si la Résistance m'était contée: à travers les événements de l'Yonne (et environs), Association nationale des anciens combattants de la Résistance (Comité de l'Yonne), 1990.
- Robert Chantin, Des temps difficiles pour des résistants de Bourgogne : échec politique et procès, 1944-1953, Paris, L'Harmattan, 2002.
- Jean-François Colas, Les droites nationales en Lorraine dans les années 1930 : acteurs, organisations, réseaux (thèse de doctorat), Université de Paris X-Nanterre, 2002.
- Claude Delasselle, Joël Drogland et Thierry Roblin (Tirésias), Un département dans la guerre, 1939-1945 : occupation, collaboration et résistance dans l'Yonne, Association pour la recherche sur l'occupation et la résistance dans l'Yonne, 2006.
- Général Pierre Denis, La libération de la Lorraine 1940-1945, Metz, Ed. Serpenoise, 2008 Adrien Sadoul est son beau-père. L'ouvrage de Pierre Denis est factuel, mais avec une tonalité assez anticommuniste et "gaullo-pétainiste".
- Colonel Rémy, Mémoires d'un agent secret de la France libre, Paris, France-Empire, 1998, p. 56, 60, 62, 71-73.
- Colonel Rémy, On m'appelait Rémy : De l'espoir à la libération, Perrin, 1967, p. 332.
- Colonel Rémy, La ligne de démarcation : L'épopée des petites gens, Perrin, 1968, p. 120-121
- Pierre Scherrer, Un hôpital sous l'occupation : Souvenirs d'un psychiatre, Atelier alpha bleue, 1989.
- Association pour la recherche sur l'occupation et la résistance dans l'Yonne, La résistance dans l'Yonne : la diversité des organisations, 2001.